# Vallon-Pont-d'Arc
Vallon-Pont-d'Arc (occitano, Valon) es una población y comuna francesa, ubicada en la región de Ródano-Alpes, departamento de Ardèche, en el distrito de Largentière y cantón de Vallon-Pont-d'Arc.

## Demografía
| 1706 | 1831 | 1837 | 1787 | 1914 | 2027 |
| Para los censos de 1962 a 1999 la población legal corresponde a la población sin duplicidades (Fuente: INSEE [Consultar]) |      |      |      |      |      |

## Lugares y monumentos
- Puente natural de Pont-d'Arc, sobre el río Ardèche.